# Arakida Reijo
Arakida Reijo (japanisch 荒木田 麗女; geboren 4. April 1732 in der Provinz Ise; gestorben 1. März 1806 daselbst) war eine japanische Schriftstellerin.

## Leben und Wirken
Arakida Reijo, ursprünglich hieß sie mit Vornamen Takako (隆子), später sie nannte sich Reijo oder auch einfach Rei. Sie war die Tochter von Arakida Taketō (荒木田 武遠), einem Priester des Inneren Schreins (内宮, Naikū) des Ise-jingū. Im Alter von 13 Jahren von ihrem Onkel Taketomo (荒木田 武遇), einem Priester des Äußeren Schreins (外宮, Gekū), adoptiert. Sie begann im Alter von 16 Jahren Renga zu studieren und wurde im Alter von 17 Jahren Schülerin des Renga-Meisters Nishiyama Shōrin (西山 昌林), als dieser 1750 Ise besuchte, und später Schüler von Hananomoto Shōteki (花の下 昌廸).
Im Alter von 22 (oder 23) heiratete sie Keiji Iedada (慶滋家雅). Der Erfolg von Reijos Karriere als Schriftstellerin war dem Verständnis und der Unterstützung ihres Mannes zu verdanken, der ein begeisterter Gelehrter war. Ausgehend von der Forschung zu „Utsubo Monogatari“ begann sie ihre Karriere als Schriftsteller im Alter zwischen 40 und 50 Jahren und schrieb historische Geschichten, beginnend mit „Tsuki no Yukue“ (月のゆくへ) – „Der Weg des Mondes“, „Ike no Mokuzu“ (池の藻屑) – „Teich-Algen“ und „Kiriha“ (桐葉) – „Paulownienblätter“.
Die Gesamtzahl ihrer Werke umfasst etwa 400 Bände, darunter Geschichten, Reiseberichte, Essays und Haiku-Sammlungen. Die meisten ihrer erzählerischen Werke basieren auf der Beschäftigung mit Aristokraten der Heian-Zeit (7941185). Und obwohl sie nicht Teil der Heian-Literatur sind, haben sie doch eine wissenschaftliche Bedeutung, die geschätzt wurde. Ihr produktives Schaffen, voller Wissen und elegant formuliert, ist erstaunlich. Als führende Expertin für Renga leitete sie nach dem Tod ihres Mannes außerdem die Renga-Gesellschaft des Toyomiyazaki Bunko (豊宮崎文庫) und ihre eigene monatliche zusammenkommende Renga-Gesellschaft.
Reijo verstarb an ihrem Wohnsitz in Yamada Yokaichiba, 75 Jahre alt. Ihre Grabstätte befindet sich auf einer Anhöhe, bekannt als Tenjinyama (天神山), in der Stadt Ise.